# الساحل (تاغزوت)
الساحل هي إحدى مشيخات المملكة المغربية، تتبع جغرافيا لإقليم الحسيمة وإداريًا لتاغزوت. يقدر عدد سكانها بـ 19,706 نسمة حسب الإحصاء الرسمي للسكان والسكنى لسنة 2004.